# 阿尔库迪亚德韦奥
阿尔库迪亚德韦奥，是西班牙瓦伦西亚自治区卡斯特利翁省的一个市镇。总面积31平方公里，总人口199人（2001年），人口密度6人/平方公里。